# Leuconia
Leuconia is een geslacht van sponsdieren uit de klasse van de Calcarea (kalksponzen).

## Soorten
- Leuconia alaskensis de Laubenfels, 1953
- Leuconia dura (Hozawa, 1929)
- Leuconia johnstoni Carter, 1871
- Leuconia joubini (Topsent, 1907)
- Leuconia nivea (Grant, 1826)
- Leuconia ochotensis (Miklucho-Maclay, 1870)
- Leuconia usa (de Laubenfels, 1942)